# Менделтна
Менделтна (англ. Mendeltna, атна: Bendilna’) — статистически обособленная местность в зоне переписи населения Коппер-Ривер, штат Аляска, США.

## География
Площадь статистически обособленной местности составляет 1183,8 км², из которых 1159,4 км² — суша и 24,4 км² — открытые водные пространства. Через населённый пункт проходит шоссе Гленн (англ. Glenn Highway).

## Население
По данным переписи 2000 года население статистически обособленной местности составляло 63 человека. Расовый состав: коренные американцы — 7,94 %; белые — 92,06 %.
Из 23 домашних хозяйств в 30,4 % — воспитывали детей в возрасте до 18 лет, 47,8 % представляли собой совместно проживающие супружеские пары, в 17,4 % семей женщины проживали без мужей, 34,8 % не имели семьи. 30,4 % от общего числа семей на момент переписи жили самостоятельно, при этом 8,7 % составили одинокие пожилые люди в возрасте 65 лет и старше. В среднем домашнее хозяйство ведут 2,74 человек, а средний размер семьи — 3,53 человек.
Доля лиц в возрасте младше 18 лет — 33,3 %; лиц старше 65 лет — 12,7 %. Средний возраст населения — 37 лет. На каждые 100 женщин приходится 90,9 мужчин; на каждые 100 женщин в возрасте старше 18 лет — 110,0 мужчин.

## Экономика и транспорт
Средний доход на совместное хозяйство — $30 000; средний доход на семью — $28 750. Средний доход на душу населения — $11 289. В статистически обособленной местности не было семей или жителей живущих за чертой бедности.